# Anduzeia
Anduzeia is een geslacht van hooiwagens uit de familie Cosmetidae.
De wetenschappelijke naam Anduzeia is voor het eerst geldig gepubliceerd door M. A. González-Sponga in 1992. 

## Soorten
Anduzeia omvat de volgende 2 soorten:
- Anduzeia maculisplena
- Anduzeia punctata